# Polonîste, Holovanivsk
Polonîste (în ucraineană Полонисте) este un sat în comuna Perehonivka din raionul Holovanivsk, regiunea Kirovohrad, Ucraina.

## Demografie
Componența lingvistică a localității Polonîste
     Ucraineană (98,07%)
     Rusă (1,45%)
     Alte limbi (0,48%)
Conform recensământului din 2001, majoritatea populației localității Polonîste era vorbitoare de ucraineană (98,07%), existând în minoritate și vorbitori de rusă (1,45%).